# 남사도서관
남사도서관은 경기도 용인시 처인구의 도서관이다.

## 연혁
- 2018년 9월 20일 개관

## 시설 현황
- 2층: 종합자료실, 디지털열람실, 다목적실, 휴게실
- 1층: 어린이실, 종합자료실, 정기간행물코너, 세미나실, 사무실
- 지하1층: 보존서고

## 이용 안내
이용 시간
- 어린이자료실: 평일 09:00~18:00 / 토·일요일 09:00~17:00
- 종합자료실: 평일 09:00~22:00 / 토·일요일 09:00~17:00
- 디지털열람석: 평일 09:00~22:00 / 토·일요일 09:00~17:00

휴관일
- 매월 첫째, 셋째 월요일
- 명절(1월 1일, 설 연휴, 추석 연휴)
- 일요일을 제외한 법정공휴일(단, 토·일요일과 법정공휴일이 겹치는 경우에는 법정공휴일에 준하여 운영)
- 임시휴관일: 도서관의 특별한 사정으로 인한 휴관